# コジマ・ウィンザー
コジマ・ローズ・アレクサンドラ・ウィンザー（Cosima Rose Alexandra Windsor, 2010年5月20日 - ）は、イギリスの貴族令嬢。
アルスター伯アレクサンダー・ウィンザーと妻クレアの娘で、グロスター公リチャード王子の孫娘にあたる。兄にカローデン男爵ザン・ウィンザーがいる。王位継承順位は34番目。
| 上位 ザン・ウィンザー | イギリス王位継承順位 継承順位第34位 他の英連邦王国の王位継承権も同様 | 下位 デイヴィナ・ルイス |

| スタブアイコン | サブスタブ | この項目は、まだ閲覧者の調べものの参照としては役立たない、人物に関連した書きかけの項目です。この項目を加筆・訂正などしてくださる協力者を求めています（P:人物伝/PJ:人物伝）。 |